# 建昌路 (江西)
建昌路，元朝的路。
宋太宗太平兴国四年（979年），改建武军设建昌軍，元世祖至元十四年（1277年）改为建昌路，治所在南城县（今江西省南城县），属江西行省管辖。辖境相当今江西省南城县、黎川县、广昌县、资溪县等地区。下辖南城县、新城县、广昌县等县。明太祖改为肇昌府，不久改为建昌府。1912年废除建昌府。